# Knut Ahnlund
Knut Ahnlund (24 de mayo de 1923, Estocolmo, Suecia - 28 de noviembre de 2012) fue un historiador literario, traductor y escritor sueco, miembro de la Academia Sueca desde 1983 hasta su muerte en 2012.

## Biografía
Aunque comenzó sus estudios en la Universidad de Estocolmo como romanista, luego se orientó hacia la historia de la literatura. Tras desempeñarse como consejero literario de la editorial Norstedts entre 1947 y 1950, desde 1951 colaboró como crítico literario con el periódico "Svenska Dagbladet". Tras obtener la licenciatura en 1952 y el doctorado en 1956, un año más tarde fue nombrado catedrático agregado en Historia de la Literatura con orientación a la Poética en la Escuela Superior Universitaria de Estocolmo. 
Su tesis doctoral, defendida en mayo de 1956, versó acerca del escritor danés Henrik Pontoppidan. Subtitulada “Cinco grandes líneas en su obra literaria” se proponía modificar la visión habitual que se tenía del autor como un naturalista extrovertido. Fue traducida al danés en el año 1972, cuando Ahnlund ya había trabajado varios años en Dinamarca. 
En 1963 incursionó en la ficción con la novela Vännerna (“Los amigos”). Un año más tarde  publicó "El joven Gustav Wied”) sobre el escritor también danés Gustav Wied. En 1966 se radicó en Dinamarca, asumiendo el cargo de catedrático de Historia de la Literatura Nórdica en la Universidad de Århus. Volvió a Suecia en 1969 y en 1970 ingresó al Instituto Nobel de la Academia Sueca como experto en historia de la literatura. 
En 1971 publicó la antología de historia de la literatura “Alrededor de Lykke-Per”, sobre la gran novela de Pontoppidan, "Likke-Per", de ocho volúmenes y que trata acerca de la confrontación idealista con la realidad. 
Volvió al campo de la obra literaria en 1979 con “La belleza de la tierra”, donde plasmó sus impresiones líricas sobre Sri Lanka, "recuerdos y mitos cingaleses". Tradujo a varios escritores galardonados con el Premio Nobel de Literatura: Isaac Bashevis Singer, Czeslaw Milosz y Camilo José Cela. Sobre el primero de ellos escribió asimismo una monografía, “Isaac Bashevis Singer. Su lenguaje y su mundo” (1978). También dedicó obras a Octavio Paz (1990) y a Sven Lidman (1996), en una monografía de 550 páginas llamada "Sven Lidman. El drama de una vida" que es posiblemente la culminación de su obra. Asimismo, se encargó de que la última novela de Lidman, Stensborg, fuera publicada en la serie de clásicos suecos de la Academia Sueca. 
En 1981 publicó "Vida de un poeta en el Norte", colección de ensayos. Incluye un ensayo sobre el exilio de Carl Jonas Love Almqvist (“Love, algo mejor que su reputación”), y otros sobre Harry Martinson, Herman Bang, August Strindberg, Karl Gjellerup, Knut Hamsun, Pontoppidan, Wied y Lidman. 
Fue elegido miembro de la Academia Sueca el 10 de marzo de 1983 y tomó posesión del cargo el 20 de diciembre del mismo año, sucediendo al escritor Karl Ragnar Gierow en el sillón número 7. Obtuvo entre otros los premios Schück (1964), Kellgren (1988) y Axel Hirsch (1997). 
A partir de 1996 su participación en el trabajo de la Academia Sueca se minimizó debido a sus conflictos con Sture Allén y Horace Engdahl, sucesivos secretarios permanentes de la misma. El 11 de octubre de 2005, pocos días antes del anuncio del Premio Nobel de Literatura correspondiente a ese año, anunció en un artículo publicado en "Svenska Dagbladet" que dejaría la Academia en protesta por la elección de la galardonada el año anterior, Elfriede Jelinek; definió al trabajo de Jelinek como caótico y pornográfico. Como los cargos de miembro de la Academia son vitalicios, Ahnlund no pudo dejar formalmente la institución, pero no participó en su trabajo y su sillón permaneció vacío hasta su muerte.
El 28 de noviembre de 2012 falleció.